# Jhonen Vasquez

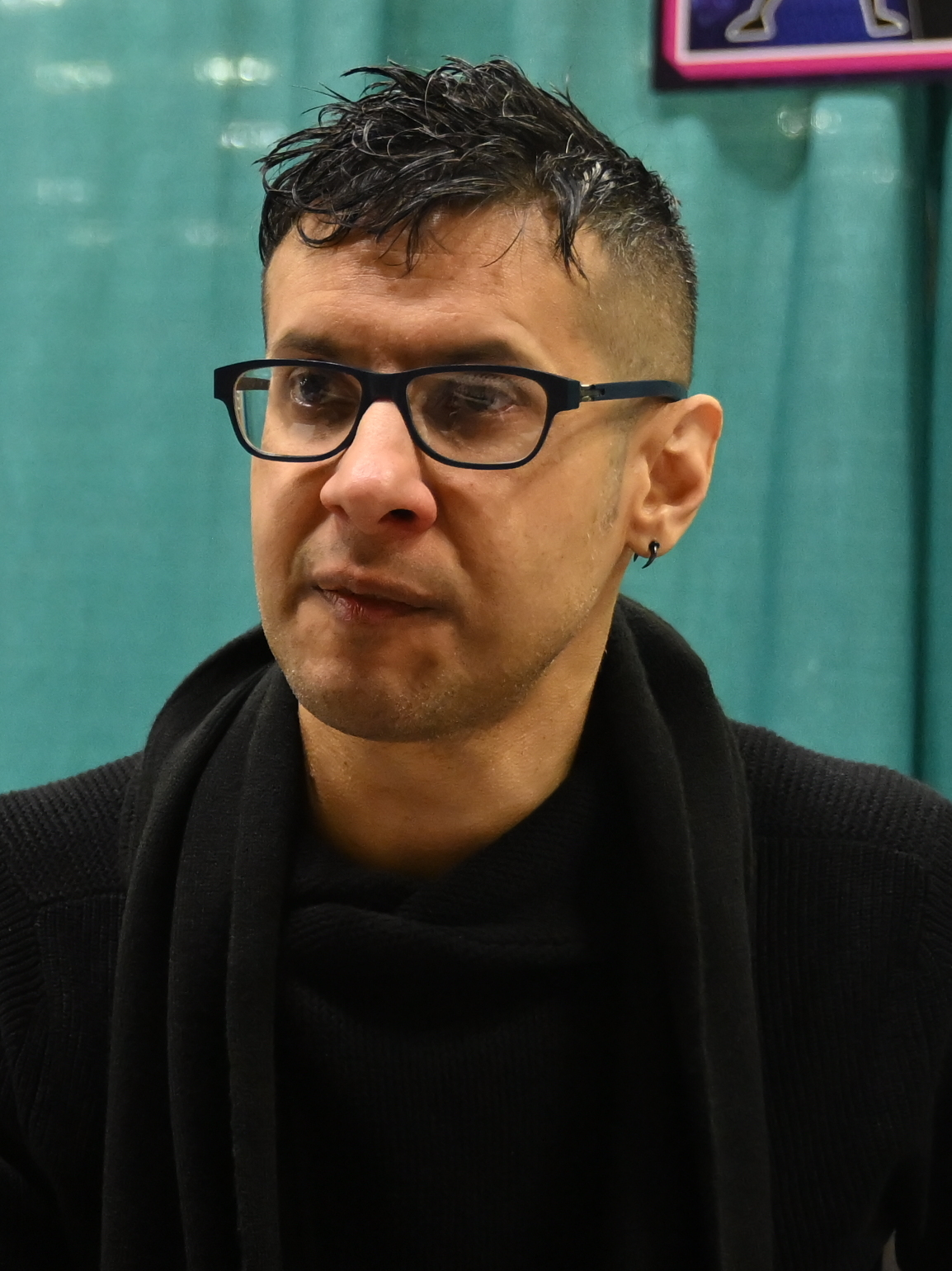
Jhonen Vasquez (2023)

Jhonen Vasquez (* 1. September 1974 in San José, Kalifornien), auch bekannt unter seinen Pseudonymen Mr. Scolex und Chancre Scolex, ist ein US-amerikanischer Comiczeichner. Zu seinen Werken zählen Johnny the Homicidal Maniac (dt.: Johnny der mordlustige Irre), Squee! und die Nickelodeon-Zeichentrickserie Invader Zim. 

## Werk
Vasquez' Comics sind in der Regel schwarz-weiß gehalten und richten sich mit ihren schwarzhumorigen und oft gewalttätigen Inhalten an erwachsene Leser. Sie erscheinen im amerikanischen Independent-Comic-Verlag Slave Labor Graphics und sind bislang nicht in deutscher Sprache erschienen. 
2001 beauftragte der Kindersender Nickelodeon ihn mit der Entwicklung einer Cartoonserie. Die Serie Invader Zim prämierte noch im selben Jahr. Nach Ausstrahlung einer zweiten Staffel 2002 wurde die Serie wegen zu geringer Zuschauerzahlen abgesetzt. Die insgesamt 46 Folgen wurden ab Dezember 2005 auch beim deutschen Ableger Nick ausgestrahlt. Trotz der Absetzung entwickelte die Serie Kultstatus. 2019 erschien der Film Invader Zim: Enter the Florpus auf Netflix.

## Bibliographie
- 1995–1997:	Johnny the Homicidal Maniac
- 1996: The Bad Art Collection
- 1997–1998: Squee!
- 1999–2000: I Feel Sick
- 2000, 2005, 2014: Fillerbunny
- 2002: Everything Can Be Beaten
- 2007: Jellyfist
- 2012: Beyond the Fringe
- 2015–2021: Invader Zim